# Barbara Peterson
Barbara Peterson Burwell (Edina, 25 novembre 1953) è un'ex modella statunitense.

## Carriera
Barbara Peterson vinse il titolo di Miss Minnesota nel 1976 ed ebbe quindi la possibilità di rappresentare il proprio Stato al concorso Miss USA 1976, che si svolse a maggio presso le cascate del Niagara a New York. La Peterson vinse il concorso, diventando la prima rappresentante del Minnesota ad ottenere il titolo. 
In seguito, la Peterson rappresentò gli Stati Uniti a Miss Universo 1976 ad Hong Kong, dove però non riuscì ad andare oltre le semifinali. È stata la prima delegata statunitense a non riuscirci, ed in seguito non accadrà più sino al 1999 con Kimberly Pressler.
Peterson insieme a sua sorella Polly Peterson ha scritto il libro Becoming a Beauty Queen: the Complete Guide basato sulla propria esperienza.